# Campsicnemus wilderae
Campsicnemus wilderae är en tvåvingeart som beskrevs av Justin B. Runyon 2008. Campsicnemus wilderae ingår i släktet Campsicnemus och familjen styltflugor.
Artens utbredningsområde är Pennsylvania. Inga underarter finns listade i Catalogue of Life.